# Banswara
Banswara är en stad i delstaten Rajasthan i nordvästra Indien. Den är administrativ huvudort för distriktet Banswara och hade cirka 100 000 invånare vid folkräkningen 2011. Mahifloden flyter genom staden. 